# Botoroaga, Teleorman
Botoroaga este satul de reședință al comunei cu același nume din județul Teleorman, Muntenia, România. Se află în partea de est a județului, în Câmpia Găvanu-Burdea, pe Câlniștea. La recensământul din 2002 avea o populație de 1.603 locuitori. Stație de cale ferată (poartă numele de Târnavele).

## Personalități
- Vasile Zidaru (n. 1961), interpret de muzică populară
- Gheorghe Mulțescu (1951 - 2024), fotbalist, antrenor